# Стефан Радослав
Стефан Радослав Немањић, познат и као Стефан Дука (грч. Στέφανος Δούκας, око 1195. — након 1235.), био је српски краљ од 1227. до 1234. године. Као најстарији син краља Стефана Првовенчаног, наследио је оца на српском краљевском престолу, а његова владавина је окончана почетком 1234. године, када му је круну преотео брат Стефан Владислав.

## Породица, детињство и младост
Радослав је био син Стефана Првовенчаног, српског великог жупана и краља (1196—1228) и Евдокије, ћерке византијског цара Алексија III.
Брак Стефана Немањића и Евдокије закључен је након битке на Морави 1191. године и склапања мира између Србије и Византије, када се на месту византијског цара налазио Евдокијин стриц Исак II Анђео. Радослав је могао бити рођен у годинама након тога. Радослав је наводно имао две сестре: Комнену, коју је Првовенчани удао за епирског принца Димитрија Прогонова, а она се потом преудала за грчко-епирског старешину Грегорија Камонаса. Друга неименована сестра се наводно удала за севастократора Александра Асена. Георгије Акрополит сматра да је Александар био син бугарског владара Јована Асена I. Не може се са сигурношћу потврдити да ли је Коломан II Бугарски њихов син. Радослав је имао и тројицу браће: Владислава, Уроша и Предислава.

## Женидба

### Сарадња Србије и Епира
Једна од најмоћнијих држава насталих на рушевинама Византијског царства након латинског освајања 1204. године била је Епирска деспотовина. Основао ју је Михаило I Комнин Дука уз помоћ свога брата Теодора око 1205. године. Епирски владари сматрали су себе наследницима византијских царева, те је њихова спољна политика имала офанзивни карактер. Већ од 1210. године она се шири на рачун Латинског царства и Солунског краљевства. Михаило је убијен 1214. или 1215. године, те је уместо његовог малолетног истоименог сина на власт дошао Теодор Анђео.
Теодор је био веома предузимљив и амбициозан. Не обраћајући пажњу на заклетву коју је дао Ласкарису, он се трудио да прошири Епирску деспотовину на рачун Солуна, али је његов крајњи циљ био да освоји Цариград и обнови Византијско царство, на чије чело би сам дошао. Како би имао одрешене руке за рат на истоку, Теодор је најпре морао учврстити северне границе Епира, на којима су се налазила албанска племена и српска држава. Кнежевина Арбанон се већ налазила у сфери епирског утицаја, који је порастао када је њен владар, Димитрије Прогони (умро 1215) оставио кнежевину својој удовици Комнини, која се следеће године преудала за грчког магната Григорија Камону. У политици према Србији, Теодор је напустио Михаилове планове за ширење ка Зети и уместо тога склопио савез са српским великим жупаном Првовенчаним (1196—1228).

### Преговори Теодора и Првовенчаног
Првовенчани је 1216. године покушао оженити свога сина Радослава ћерком Теодоровог претходника Михаила, Теодором. Димитрије Хоматијан, охридски архиепископ, ставио је забрану на склапање овог брака због блиског сродства (седмог степена). У писму Димитрија Хоматијана великом жупану Првовенчаном помиње се долазак српских великаша у Охрид, где су од Јована Каматира (Хоматијановог претходника) покушали да добију сагласност архиепископа за склапање брака Радослава и Теодоре. Испоставило се да је Радослав син Првовенчаног из брака са Евдокијом, због чега српски великаши сагласност нису могли добити. Хоматијан у писму даје и хронолошку одредницу ових преговора. Он помиње да је посланство дошло у Охрид претходне, дакле 1215. године.
Истовремено долази до склапања брака Комнине и Камоне. Законитост брака оспорио је епископ Кроје, али га је признао Димитрије Хоматијан. Првовенчани је следеће године покушао да се ожени Маријом, ћерком преминулог Михаила, али је и овај брак наишао на неодобравање цркве (пети степен). Првовенчани се убрзо затим оженио Аном Дандоло, ћерком Млечанина Рајнера Дандола.

### Склапање брака
Првовенчани се на крају ипак успео ородити са епирском династијом Анђела. Његов најстарији син Радослав оженио се Теодоровом ћерком. Старија историографија је женидбу Радослава и Ане погрешно датовала. Доментијан га погрешно смешта у време после смрти Стефана Првовенчаног. Константин Јиречек је сматрао да је до брака дошло 1224. године. Михаило Ласкарис је датовао склапање брака у период између 1223. и пролећа 1224. године.. У новије време доказано је, захваљујући писму митрополита Нафпакта, Јована Апокавка, да је до брака дошло крајем 1219. или почетком 1220. године. Свакако је брак закључен пре ускршњег поста који је почео 9. фебруара 1220. године. Раније, можда 1218. године, је била склопљена веридба. Радослав је Ани поклонио веренички прстен. Свадба се требала одржати у Прилепу или у Скопљу или "у неком од пограничних градова". Радослав је са Аном био у истом степену крвног сродства као и са Теодором. Међутим, брак је сада био потребан и његовом тасту Теодору, како би уредио односе са Србијом и добио одрешене руке за рат на истоку. Приметно је ћутање Димитрија Хоматијана који је недуго раније био врло гласан против Савиног устоличења за српског архиепископа.

## Савладарство Првовенчаног и Радослава
Питање савладарства Првовенчаног и Радослава више пута је претресано у науци. Институција савладарства постојала је и у Србији. Тек око 1268. године уводи се посебна титула "младог краља" коју је краљ Урош преузео од Угарске, уз одређене измене, доделивши се своме сину Драгутину. Међутим, савладарство је у Србији постојало и раније. Постоји више доказа за тврдњу да је Радослав био очев савладар, најраније од 1220. године. Сматра се да је Стефан Првовенчани због лошег здравља, али и због брака Радослава и Ане, поставио сина за наследника. Најпре је Радослав као краљ поменут на две Жичке повеље, исписане на зиду те задужбине Првовенчаног. На првој повељи Радослав је поменут као "намесник" Првовенчаног. У другој повељи се истиче и да је Радослав први син, а натпис је следећи: "Ја, по Божјом милошћу венчани краљ Стефан и с превазљубљеним сином својим Радославом првенцем, кога и благословисмо да буде краљ читаве ове државе". Доментијан помиње Радослава као "сапрестолника отачаства свога", а одређене алузије на савладарство Првовенчаног и Радослава могу се наћи и у Теодосијевом делу.
Три одлуке которских већа (две из 1221. и једна из 1227. године) узимају се као доказ да је Радослав стекао краљевску титулу. Он се помиње као "sub tempore domini regis Radoslavi". Савладарство краља Радослава такође доказују прикази на фрескама, где носи круну истоветну очевој, као и подаци из старих родослова и летописа.

## Владар Зете
Вести о Радослављевој управи над деловима Зете налазимо у которским фалсификованим повељама. Которани су приликом прихватања млетачке власти 1420. године фалсификовали српске повеље како би ушли у млетачку државу у границама које су биле предмет њихових дугогодишњих претензија. Међу фалсификованим повељама налази се и једна повеља краља Радослава којом он потврђује повељу дукљанског краља Ђорђа о поклону Превлаке Котору. Ђорђе је био син и наследник Вукана. Његова владавина Зетом обухвата период од 1208. године, односно од године очеве смрти, па до после 1242. године, када је последњи пут поменут као владар Зете са титулом принцепса. Хронолошке одреднице которских повеља се поклапају са оквирима владавине краља Ђорђа, те нема разлога сумњати у године које су наведене као године издавања и Радослављевих докумената (1221. и 1227. година).
Документи из 1221. и 1227. године показују да је Радослав имао непосредну власт над Котором. Као владара Зете и Захумља га помиње и Мавро Орбин у свом "Краљевству Словена". Идеју да је Радослав, попут свог стрица Вукана, носио краљевску титулу и владао над Зетом, први је изнео Константин Јиречек, позивајући се на наведене которске документе. Сумња у такву слику јавила се услед неповерења у корпус которских повељи. У прилог против Радослављеве управе над Зетом убраја се и положај Вукановог сина Ђорђа. Као владар Зете Вукан се последњи пут помиње 1207. године у уговору Дубровника и Котора. Следеће године у заклетви млетачком дужду Пјетру Зјанију на челу Зете налазимо Ђорђа, као и његовог брата Владина. Ђорђе се 1208. године помиње као краљ, док се 1242. године помиње као владар краја око Улциња, али без краљевске титуле, већ са титулом принцепса. Нешто се морало променити у карактеру његове власти у овом временском периоду. Ђорђе Бубало сматра да је већ Стефан Првовенчани ставио тачку на краљевску титулу коју су носили зетски владари. Можда ту промену треба везати за добијање краљевске титуле од папе Хонорија 1217. године. Ђорђе се не јавља као владар крајева око Котора, већ око Улциња, те се са великом сигурношћу може претпоставити да су подаци из которских докумената ипак веродостојни и да је Радослав управљао деловима Зете у периоду између 1220/1221. и 1228. године.

### Радослављева власт над Захумљем
Растко Немањић је провео у Хумској земљи две године, пре него што је отишао на Свету гору да се замонаши. У Хуму га је наследио велики кнез Петар кога је, према Мавру Орбинију, изабрала хумска властела. Петар је протерао удовицу Мирослава Завидовића и њиховог малолетног сина Андрију. Стефан Немања I је стао у заштиту права свога нећака Андрије, док је Петар потражио помоћ угарског краља. Последица је упад угарског херцега Андрије у Хумску земљу 1198. године, у време када се и монах Симеон (Стефан Немања) повукао на Свету гору. Андрија у својој титулатури 1198. и 1200. године наводи, између осталог и да је "господар Хума". Херцег Андрија се није дуго задржао у Хумској земљи, већ се повукао остављајући Петра као представника угарских интереса на овим територијама. Услед рата са братом Вуканом, Првовенчани није могао активније учествовати у рестаурацији власти Мирослављевих потомака у Хуму. Тек 1207. године Првовенчани је покренуо поход на Хум. У бици у Бишћу код Благаја Петар је одлучно поражен и приморан на повлачење у предео између Неретве и Цетине и признао врховну власт српског краља. Његове територије су подељене. Према Мавру Орбину, Андрија је добио Стон са Пељешцем, Приморје и Попово, док је Источни Хум добио Радослав Немањић син Првовенчаног. Тома Архиђакон пише да су Сплићани изабрали Петра за свог господара у борбама против Шубића. Он је Сплитом владао до своје смрти (почетак 1227. године). Наследио га је брат Тољен, док је Сплитом овладао Гргур Шубић.

## Владавина

### Долазак на власт
Након очеве смрти, Радослав је био крунисан од стране стрица архиепископа Саве I у Жичи. Према кратком запису у Даниловом зборнику: „Овај Радослав краљ био је краљ у отачаству своме [српској земљи] шест година”. У српској историографији део истраживача мисли да је Стефан Првовенчани умро 24. септембра 1227. године. Оваква претпоставка заснива се на Даниловим и вестима Мавра Орбина. Други део мисли да Првовенчани умро 1228. године, 24. септембра, односно да је Радослав владао од 1228. до 1234. године.

### Радослав као потомак династије Дука
Краљ Радослав је више пута наглашавао своју повезаност са византијском царском династијом. По мајци, Радослав је био потомак династије Анђела, која је владала Царством у годинама пре пада Цариграда. Радослављев таст Теодор употребљавао је равноправно сва три царска презимена (Анђео, Комнин, Дука). Још је Радослављев отац Првовенчани покушавао да се родбински повеже са потомцима византијских Анђела, што објашњава његову упорност да сина ожени ћерком епирског владара Теодора или његовог претходника Михаила. На вереничком прстену кога је Радослав поклонио Ани стоји следећи натпис: "(Ово је) веренички прстен Стефана, изданка лозе Дука, те стога, Ано из рода Комнина, у руке га прими." Такође, на новцу краља Радослава стајало је презиме "Дука". Пред крај владавине, 4. фебруара 1234. године, Радослав је издао повељу на којој се потписао на грчком језику као "Стефан Дука".

### Сукоб са Светим Савом
Хармонија световне и црквене власти карактерише готово читаву владавину династије Немањића. Ипак, током владавине краља Радослава долази до сукоба између краља и архиепископа. Разлог за то било је обраћање краља Радослава охридском архиепископу Димитрију Хоматијану са 14 питања црквеноправног, догматског и обредног карактера. Писмо краља Радослава са питањима охридском архиепископу познато је у науци још од претпоследње деценије 19. века. Свети Сава је 1219. године издејствовао признање аутокефалности српске цркве од стране никејског цара Теодора и патријарха Манојла. У старијој историографији постојала је хипотеза да се Радослав после десет година хтео одрећи аутокефалности српске цркве и вратити је под јурисдикцију Охридске архиепископије, због чега је Свети Сава огорчено напустио Србију и кренуо на ходочашће у Свету земљу. Умеренија мишљења правдала су Радослављев поступак могућношћу да се Свети Сава, у тренутку када су његовом синовцу требали савети, налазио на ходочашћу и да нема речи о покушајима да се оспори аутокефалност цркве. Свакако је Радослав са Хоматијаном био у далеко бољим односима него Свети Сава. Познат је спор између српског и охридског архиепископа који је избио убрзо након 1219. године.
Питања која је Радослав упутио Димитрију Хоматијану односила су се на следеће теме: 1) крштавање деце искључиво суботом и недељом; 2) број хлебова који се приносе на проскомидији; 3) време одржавања Службе Господње; 4) да ли је после чина освећења воде по завршетку вечерње службе уочи Богојављења дозвољено јести месо; 5) да ли јереј који прати краља на путу треба приликом узношења светих дарова да помиње архијереја који га је хиротонисао или месног архипастира; 6) да ли свештеник започиње јутарњу и вечерњу службу речима Εὐλόγησον, δέσποτα или возгласом Εὐλογητὸς ὁ Θεός; 7) узношење панагије после обеда и да ли она може бити од бесквасног хлеба; 8) настанак τῶν ἀζύμων (празник пресних хлебова код Јевреја); 9) шта је "очишћење"; 10) објашњење стиха Ὅλον ἑαυτὸν ἐκένων ἀφράστως ἐν μήτρᾳ σου; 11) да ли у одсуству свештеника и ђакона анагност сме читати дневно јеванђеље; 12) може ли се литургија одржати у шатору или у колиби од грања, ако се неко нађе на путу без храма у близини; 13) да ли се на литургији могу читати три јеванђеља; 14) од када је римска црква почела да обавља богослужење са пресним хлебом. 
Такође су сачувани и одговори охридског архиепископа на постављена питања.
У разлоге због којих је српски краљ заобишао свог стрица у тражењу савета треба убројати и чињеницу да је Хоматијан бар до 1219. године био духовни поглавар највећег дела српског народа. Њему су се за савете обраћали и многи други који нису били под јурисдикцијом Охридске архиепископије: атонски монаси, Солуњани, један ђакон и хартофилакс из Драме, митрополити Драча и Керкире. Такође, Ана, супруга Радослава, била је ћерка Теодора Комнина Дуке Анђела кога је средином 1227. године управо Хоматијан крунисао за цара. Радослав се такође осећао као Византинац. Пада у очи заинтересованост коју је Радослав показивао за црквена питања. Бојан Миљковић објашњава Радослављев поступак и жељом да се ослободи утицаја стрица. Гркофилија ће Радослава коначно коштати краљевске круне. 

### Губитак престола
Стефан Радослав је убрзо изгубио главни спољни ослонац. У марту 1230. године у бици код Клокотнице, притока Марице, његов таст цар Теодор I и Епир су доживели тежак пораз од Бугара и њиховог цара Ивана (Јована) Асена II (1218-1241). Тако је Стефан Радослав остао без важне спољне помоћи, а они који су у Србији били незадовољни његовом прогрчком владавином су могли тражити подршку победника Бугара, да се смени владар наклоњен Епиру. Ипак, Стефан Радослав се одржао на престолу још више од три године. Очигледно је имао значајну подршку у својој држави. Упркос неслагањима и архиепископ Сава је изгледа остао поуздан ослонац краљу Стефану Радославу, а када је краљ смењен архиепископ Сава је неко време оклевао да ли да крунише његовог брата Стефана Владислава.
Против Стефана Радослава се побунила властела и на престо довела његовог млађег брата Стефана Владислава. Побуна се десила последњих месеци 1233. или почетком 1234. године. Хронологију овог догађаја знамо захваљујући повељи Радослава Дубровчанима од 4. фебруара 1234. године у којој он губитак престола смешта у 6742. годину. Она је отпочела 1. септембра 1233. године, те Радослављев пад треба сместити између та два датума.

## Егзил
Архиепископ Сава првобитно изгледа да није прихватио смену на престолу, о чему опширно пише Теодосије, а много оскудније Доментијан. Ипак, напослетку је морао прихватити свршен чин и крунисати Владислава за новог краља. Радослав и Ана су најпре отишли у Дубровник где су покушали организовати државни удар против Владислава. Дубровчани су га лепо примили, а Радослав им је доделио веома широке повластице ослобађајући их свих обавеза према српским владарима. Реч је о повељи од 4. фебруара 1234. године на којој се бивши краљ потписао као "Стефан Дука". Намера му је била да стекне савезника за борбу против Владислава. Радослав стога обећава Дубровчанима врло широке повластице уколико успе да поврати престо: дубровачки трговци стекли би право слободног кретања по Србији, као и по Хумској земљи и по Зети. Такође, република би била ослобођена плаћања могориша.
Међутим, Владислав је вршио велики притисак на Дубровник. Радослав је покушао да потражи заштиту код босанског бана Матеја Нинослава, у чему није имао успеха. Стога је напустио Дубровник и побегао у Драч ког деспота Михаила II. Тамо се развео од Ане. Извори кажу да му је један „Фруз“ (Француз) запретио мачу и отео жену. Ласкарис сумња у истинитост Теодосијеве тврдње да је Француз отео жену бившег српског краља. Драч се до 1258. године налазио у рукама епирских Грка, након чега прелази под власт Манфреда Сицилијанског. У време када је Теодосије писао "Житије Светог Саве" Драч се налазио под влашћу Анжујаца, чиме Ласкарис објашњава грешку Савиног биографа. Такође, Ласкарис, као и Станоје Станојевић сумња у читаву причу о разводу, будући да се Радослав и Ана помињу у српским поменицима. Он допушта могућност да се са Радославом вратила у Србију и замонашила и Ана.
Троношки родослов даје донекле другачију слику развода Радослављевог брака: Радослав и Ана су најпре побегли у Зету, код Вуканових синова, а како их ови тамо нису примили, продужили су за Драч, где су се растали. Из Драча је Радослав отишао на Свету гору стрицу Сави, те су се заједно вратили у Србију. Сава је потом замонашио Радослава.

## Замонашење
Причу о разводу Радослава и Ане даје нам Теодосије у "Житију Светог Саве". Свргнути краљ је наводно након што му је Француз отео жену отишао код Светог Саве који га је са радошћу прими и "слатким речима утеши због невоље му од брата и лукаве жене, желећи да заустави братовљево непријатељство против њега, украси га анђеоским ликом, назвавши га Јован монах уместо Радослав." Реч је о опису примања монашког чина, велике схиме, коју је претходно примио Радослављев отац Стефан Првовенчани, а пре њега Стефан Немања. Монашењу владара у средњовековној Србији приступало се често након пораза у борби око власти. Монашки чин је након Радослава примио и Владислав који је дуго година након тога живео у Србији. И трећи син Стефана Првовенчаног примио је монашки чин након пораза у бици код Гацка. Победник у овом рату, Стефан Драгутин, замонашио се непосредно пред смрт, али не из истих разлога.
Манојло Ласкарис сумња у истинитост Теодосијеве приче о Радослављевом разводу и замонашењу. Он сматра да Теодосије као писац из прве половине 14. века не може бити поуздани извор, тим пре што Доментијан не помиње Радослављев боравак у Драчу. Теодосије, са друге стране, не помиње боравак Радослава у Дубровнику, али је несумњиво да је свргнути краљ заиста најпре отишао у тај град, будући да је фебруара 1234. године тамо издао повељу.
Сумња у причу о Савином монашењу Радослава јавља се услед чињенице да монашење не помиње Доментијан који није пропустио да наведе ниједно дело свог учитеља. Будући да је овим чином Сава спречио наставак грађанског рата, мало је вероватно да би Доментијан изоставио да га помене.

## Смрт
Архиепископ Данило пише да је Радослав умро недуго након што је изгубио круну, не дајући прецизнију хронолошку одредницу. Многи летописи помињу 1235. годину као годину Радослављеве смрти. Тачна година Радослављеве смрти није позната. Последњи прецизан хронолошки податак је из 4. фебруара 1234. године, али се зна да је Радослав након издавања повеље живео још неко време, односно време које је провео у Драчу и у Србији, након повратка из егзила.
Након смрти, бивши краљ сахрањен је у Студеници, задужбини свога деде. По црквеном праву, ктиторска права над Студеницом уживали су потомци Стефана Немање који је манастир и подигао. Радослав је први искористио своја ктиторска права и предузео градитељске радове над манастиром. Радослав је подигао спољну припрату пред Богородичином црквом, а на западној страни је изградио високу кулу. Фреска која приказује архиепископа Саву и његовог наследника Арсенија наводила је истраживаче на претпоставку да је ове радове ипак извео Владислав. Међутим, Сима Ћирковић је упозорио да Радослав, за разлику од Владислава, Стефана Првовенчаног и Уроша, није имао своју гробну цркву, што оснажује тврдњу да је радове извео управо Радослав. Положај Радослављевог гроба у Студеници није идентификован. Градитељски радови на Студеници окончани су до 1230. године.

## Потомство
Радослав и Ана имали су потомка, али науци није познат његов идентитет. О његовом постојању сведочи "Пљевљански требник" писан око 1290. године. Тамо се бележи вечнаја памјат "Стевану благочестивом краљу Радославу, Јовану монаху и Ане благочестиве краљице и чедам јеју." Радослав и Ана су, дакле, имали децу, али се не зна ни то да ли су имали синове или кћери. Миодраг Пурковић опрезно претпоставља да су у време писања Требника Радослављеви потомци већ били мртви.

## Новац краља Радослава
Нумизматички материјал још један је показатељ утицаја византијских традиција на краља Радослава. Његов новац темељио се на византијском новчаном систему, чије су основе постављене од стране цара Алексија I Комнина 1092. године. Новчани систем краља Радослава почивао је на биметализму, односно на две номинале: сребрни и бакарни трахеј. Сребрни новац садржао је примесе злата. Просечна тежина трахеја краља Радослава била је 2,75 грама, по узору на новац Солунског царства, односно на новац Теодора Анђела. На аверсу сребрног трахеја краља Радослава приказано је попрсје арханђела Михаила са нимбом, у дивитисиону, манијаку и лоросу, окренуто лицем, са мачем у десној и канијом у левој руци. На реверсу је представљен краљ на левој и Исус Христ са јеванђељем у руци, који га благосиља (на десној страни). Представа на реверсу директно је преузета са новца Теодора Анђела. Бакарни трахеј имао је искован само реверс на коме се налазио Христ који благосиља краља, идентичан оном на сребрном трахеју. Осамнаест примерака овог новца пронађени су у тврђави Рас. Почетак ковања оваквог новца смешта се у период након 1230. године. Постоје претпоставке да су калупи за емисије српског новца резали солунски мајстори, док је новац можда кован у Солуну, а можда у Србији. Једна ковница постојала је у тврђави Рас.

## Породично стабло
|  |                              |  |  |  |  |  |  |  |  |  |  |  |  |  |  |  |
|  | 16. Урош I Вукановић         |  |  |  |  |  |  |  |  |  |  |  |  |  |  |  |
|  |                              |  |  |  |  |  |  |  |  |  |  |  |  |  |  |  |
|  |                              |  |  |  |  |  |  |  |  |  |  |  |  |  |  |  |
|  | 8. Завида                    |  |  |  |  |  |  |  |  |  |  |  |  |  |  |  |
|  |                              |  |  |  |  |  |  |  |  |  |  |  |  |  |  |  |
|  |                              |  |  |  |  |  |  |  |  |  |  |  |  |  |  |  |
|  | 17. Ана Диогенеса            |  |  |  |  |  |  |  |  |  |  |  |  |  |  |  |
|  |                              |  |  |  |  |  |  |  |  |  |  |  |  |  |  |  |
|  |                              |  |  |  |  |  |  |  |  |  |  |  |  |  |  |  |
|  | 4. Стефан Немања             |  |  |  |  |  |  |  |  |  |  |  |  |  |  |  |
|  |                              |  |  |  |  |  |  |  |  |  |  |  |  |  |  |  |
|  |                              |  |  |  |  |  |  |  |  |  |  |  |  |  |  |  |
|  | 2. Стефан Првовенчани        |  |  |  |  |  |  |  |  |  |  |  |  |  |  |  |
|  |                              |  |  |  |  |  |  |  |  |  |  |  |  |  |  |  |
|  |                              |  |  |  |  |  |  |  |  |  |  |  |  |  |  |  |
|  | 5. Ана Немањић               |  |  |  |  |  |  |  |  |  |  |  |  |  |  |  |
|  |                              |  |  |  |  |  |  |  |  |  |  |  |  |  |  |  |
|  |                              |  |  |  |  |  |  |  |  |  |  |  |  |  |  |  |
|  | 1. Стефан Радослав           |  |  |  |  |  |  |  |  |  |  |  |  |  |  |  |
|  |                              |  |  |  |  |  |  |  |  |  |  |  |  |  |  |  |
|  |                              |  |  |  |  |  |  |  |  |  |  |  |  |  |  |  |
|  | 24. Константин Анђел         |  |  |  |  |  |  |  |  |  |  |  |  |  |  |  |
|  |                              |  |  |  |  |  |  |  |  |  |  |  |  |  |  |  |
|  |                              |  |  |  |  |  |  |  |  |  |  |  |  |  |  |  |
|  | 12. Андроник Анђел           |  |  |  |  |  |  |  |  |  |  |  |  |  |  |  |
|  |                              |  |  |  |  |  |  |  |  |  |  |  |  |  |  |  |
|  |                              |  |  |  |  |  |  |  |  |  |  |  |  |  |  |  |
|  | 25. Теодора Комнина Анђелина |  |  |  |  |  |  |  |  |  |  |  |  |  |  |  |
|  |                              |  |  |  |  |  |  |  |  |  |  |  |  |  |  |  |
|  |                              |  |  |  |  |  |  |  |  |  |  |  |  |  |  |  |
|  | 6. Алексије III Анђел        |  |  |  |  |  |  |  |  |  |  |  |  |  |  |  |
|  |                              |  |  |  |  |  |  |  |  |  |  |  |  |  |  |  |
|  |                              |  |  |  |  |  |  |  |  |  |  |  |  |  |  |  |
|  | 13. Ефросина Кастамонитиса   |  |  |  |  |  |  |  |  |  |  |  |  |  |  |  |
|  |                              |  |  |  |  |  |  |  |  |  |  |  |  |  |  |  |
|  |                              |  |  |  |  |  |  |  |  |  |  |  |  |  |  |  |
|  | 3. Евдокија Анђел            |  |  |  |  |  |  |  |  |  |  |  |  |  |  |  |
|  |                              |  |  |  |  |  |  |  |  |  |  |  |  |  |  |  |
|  |                              |  |  |  |  |  |  |  |  |  |  |  |  |  |  |  |
|  | 14. Андроник Дука Каматер    |  |  |  |  |  |  |  |  |  |  |  |  |  |  |  |
|  |                              |  |  |  |  |  |  |  |  |  |  |  |  |  |  |  |
|  |                              |  |  |  |  |  |  |  |  |  |  |  |  |  |  |  |
|  | 7. Ефросина Дукина Каматера  |  |  |  |  |  |  |  |  |  |  |  |  |  |  |  |
|  |                              |  |  |  |  |  |  |  |  |  |  |  |  |  |  |  |
|  |                              |  |  |  |  |  |  |  |  |  |  |  |  |  |  |  |
|  | 15. Кируена                  |  |  |  |  |  |  |  |  |  |  |  |  |  |  |  |
|  |                              |  |  |  |  |  |  |  |  |  |  |  |  |  |  |  |
|  |                              |  |  |  |  |  |  |  |  |  |  |  |  |  |  |  |

## Извори и литература
- Благојевић, Милош; Медаковић, Дејан (2000). Историја српске државности. 1. Нови Сад: Огранак САНУ.
- Богдановић, Димитрије (1981). „Преображај српске цркве”. Историја српског народа. 1. Београд: Српска књижевна задруга. стр. 315—327.
- Божић, Иван (1950). „О положају Зете у држави Немањића”. Историски гласник. 3 (1-2): 97—122.
- Бубало, Ђорђе (2009). „Да ли су краљ Стефан и Првовенчани и његов син Радослав били савладари?”. Зборник радова Византолошког института. 46: 201—227.
- Бубало, Ђорђе (2020). „Још једном о години смрти краља Стефана Првовенчаног”. Стефан Првовенчани и његово доба. Београд: Историјски институт. стр. 99—118.
- Гранић, Филарет (1939). „Одговори охридског архиепископа Димитрија Хоматијана на питања српског краља Стефана Радослава”. Светосавски зборник. 2. Београд: Српска краљевска академија. стр. 149—189.
- Иванишевић, Вујадин (1998). „Новац краља Радослава”. Зборник радова Византолошког института. 37: 87—95.
- Јечменица, Дејан (2018). Немањићи другог реда. Београд: Филозофски факултет.
- Кисас, Сотириос (1978). „О времену склапања брака Стефана Радослава са Аном Комнином”. Зборник радова Византолошког института. 18: 131—139.
- Ковачевић, Јован (1955). „Традиција о Дукљанском краљевству код Немањића”. Историски часопис. 5: 291—294.
- Коматина, Ивана (2016). Црква и држава у српским земљама од XI до XIII века. Београд: Историјски институт.
- Ласкарис, Михаило (1926). Византиске принцезе у средњевековној Србији: Прилог историји византискосрпских односа од краја XII до средине XV века. Београд: Бах.
- Максимовић, Љубомир (2009). „Византинизми краља Стефана Радослава” (PDF). 44: 139—147.
- Марјановић-Душанић, Смиља (1997). Владарска идеологија Немањића: Дипломатичка студија. Београд: Српска књижевна задруга.
- Марковић, Миодраг (2009). Прво путовање светог Саве у Палестину и његов значај за српску средњевековну уметност. Београд: Византолошки институт.
- Миљковић, Бојан (2015). „Сава, Стефан Радослав и Димитрије Хоматин”. Зборник радова Византолошког института. 52: 259—275.
- Мишић, Синиша (1996). Хумска земља у средњем веку. Београд: DBR International Publishing.
- Пириватрић, Срђан (2020). „Брак Стефана Немањића и Евдокије Анђелине Комнине: Хронологија и историјски контекст уговарања и раскидања једног династичког савеза”. Стефан Првовенчани и његово доба. Београд: Историјски институт. стр. 139—158.
- Радић, Радивој (2002). „Од Евдокије Анђео до Ане Кантакузине: Византијске невесте у средњовековним српским земљама”. Српска проза данас: Косаче - оснивачи Херцеговине. Билећа-Гацко: Просвјета. стр. 507—514.
- Синдик, Душан (1988). „О савладарству краља Стефана Радослава”. Историјски часопис. 35: 23—29.
- Соловјев, Александар В. (1926). Одабрани споменици српског права (од XII до XV века). Београд.
- Стојановић, Љубомир (1927). Стари српски родослови и летописи. Сремски Карловци.
- Ћирковић, Сима (1995). Срби у средњем веку. Београд: Идеа.
- Ћирковић, Сима (2004). Срби међу европским народима. Београд: Equilibrium.
- Ћирковић, Сима (1970). „Зета у држави Немањића” (PDF). Историја Црне Горе. 2 (1). Титоград: Редакција за историју Црне Горе. стр. 3—93.
- Ферјанчић, Божидар (1981). „Одбрана Немањиног наслеђа - Србија постаје краљевина”. Историја српског народа. 1. Београд: Српска књижевна задруга. стр. 297—314.
- Ферјанчић, Божидар; Максимовић, Љубомир (1998). „Свети Сава и Србија између Епира и Никеје”. Свети Сава у српској историји и традицији. Београд: САНУ. стр. 13—25.
- Fine, John Van Antwerp Jr. (1994) [1987]. The Late Medieval Balkans: A Critical Survey from the Late Twelfth Century to the Ottoman Conquest. Ann Arbor, Michigan: University of Michigan Press.
- Чанак-Медић, Милка (2016). „О другом студеничком ктитору”. Манастир Студеница: 700 година Краљеве Цркве. Београд: САНУ. стр. 165—169.
- Стара српска књижевност I (1970). Стара српска књижевност I. Нови Сад-Београд. Приступљено у марту 2014.
- Јиречек, Константин. Историја Срба I, Београд, Научна књига, 1952.
- Пурковић, Миодраг. Принцезе из куће Немањића. Београд: Пешић и синови, 1996.
- Станојевић, Станоје, Кад је умро краљ Радослав, 1894